# 고운고등학교
고운고등학교(고운高等學校)는 대한민국 세종특별자치시 고운동에 있는 공립 고등학교이다.

## 학교 연혁
- 2014년 3월 21일 : 고운고등학교 설립 인가(개교 공지)
- 2015년 3월 1일 : 고운고등학교 개교, 초대 홍순상 교장 부임
- 2015년 3월 2일 : 제1기 입학식(신입생(31명) 입학)
- 2018년 1월 25일 : 제1회 졸업식(91명)
- 2021년 3월 1일 : 제4대 김종호 교장 부임
- 2023년 1월 31일 : 제6회 졸업식
- 2023년 3월 2일 : 제9회 입학식(12학급 307명)

## 참고 자료
- 고운고등학교 - 한국교육학술정보원 학교알리미